# Kahlaer Vertrag
Der Kahlaer Vertrag war ein 1554 in Kahla geschlossener Vertrag zwischen den Grafen von Henneberg-Schleusingen und den ernestinischen Wettinern. Er sah die Übernahme der Grafschaft Henneberg durch die Wettiner bei kinderlosem Ableben der Henneberger Grafen vor. Dieser Fall trat mit dem Tod des Grafen Georg Ernst im Jahr 1583 ein.

## Geschichte

### Vorgeschichte
Die Grafen von Henneberg teilten sich 1274 in drei Linien. Nach dem Aussterben der Linien Henneberg-Hartenberg (bis 1379) und Henneberg-Aschach-Römhild (bis 1549) blieb einzig die Linie der gefürsteten Grafschaft Henneberg-Schleusingen bestehen.

### Der Kahlaer Vertrag 1554
Am 1. September 1554 wurde im Rathaus zu Kahla zwischen den ernestinischen Herzögen Johann Friedrich II., Johann Wilhelm I. und Johann Friedrich III. der Jüngere, sowie den Grafen Wilhelm, Georg Ernst und Poppo von Henneberg die ernestinisch-hennebergische Erbverbrüderung beschlossen. Die Ernestiner erlangten somit durch die Übernahme der Schulden der Henneberger die Anwartschaft auf deren gesamten Besitz.

### Verwaltung der Grafschaft nach Aussterben der Grafen von Henneberg 1583
Nach dem Aussterben der gefürsteten Grafen von Henneberg im Jahr 1583 konnten die ernestinischen und albertinischen Wettiner gleichermaßen begründete Erbansprüche anstellen. Dem nun folgenden Erbstreit konnte allein der hennebergische Anteil an der Herrschaft Schmalkalden entgehen, welche aufgrund der Vereinbarungen des Salzunger Vertrages vom August 1583 nun vollständig in Besitz der Landgrafschaft Hessen-Kassel kam. Der Ort Schwarza war bereits 1549 von den Grafen zu Stolberg übernommen worden.
Über den anderen Teil des hennebergischen Erbes kam es zu Teilungsverhandlungen zwischen dem Kurfürsten August, reg. 1553–1586, (Albertiner) und den ebenfalls erbberechtigten ernestinischen Herzögen von Sachsen-Weimar und Sachsen-Coburg-Eisenach. Dabei sollten 7/12 der hennebergischen Besitzungen an die Ernestiner und 5/12 an die Albertiner fallen.
Nach dem Tod des Kurfürsten August im Jahr 1586 wurden die Verhandlungen ergebnislos eingestellt und die Grafschaft kam unter eine gemeinschaftliche Verwaltung mit Sitz in Meiningen.

### Aufteilung der Grafschaft nach 1660
Da sich Ernestiner und Albertiner weiterhin nicht über die Erbschaft einigen konnten, wurde die Grafschaft Henneberg 1660/61 aufgelöst. Die Aufteilung der Grafschaft wurde im Weimarer Vertrag (Sächsischer Teilungsvertrag) geregelt. Die kursächsischen Erbansprüche von 5/12 der Grafschaft waren bereits 1657 innerhalb des albertinischen Hauses an das Sekundogenitur-Fürstentum Sachsen-Zeitz abgetreten worden. Den ernestinischen Anteil von 7/12 teilten sich die Herzogtümer Sachsen-Weimar (1640–1672), Sachsen-Gotha (1640–1680) und Sachsen-Altenburg (1603–1672). Dabei erhielt Sachsen-Altenburg 3,5/12 des Gebiets und Sachsen-Weimar gemeinsam mit Sachsen-Gotha den restlichen Anteil, welchen sie 1661 teilten. Das Amt Fischberg blieb im gemeinsamen Besitz. Da aber die Verwaltung vom Amt Kaltennordheim aus erfolgte, wurde das Direktorium über das Amt an Sachsen-Weimar übergeben.
| Herrschaft                                                              | zugeteilte Ämter                                                                 |
| ----------------------------------------------------------------------- | -------------------------------------------------------------------------------- |
| Kurfürstentum Sachsen/Fürstentum Sachsen-Zeitz                          | Schleusingen, Suhl, Kühndorf mit Benshausen                                      |
| Herzogtum Sachsen-Altenburg, 1672 zum Herzogtum Sachsen-Gotha-Altenburg | Meiningen, Maßfeld, Themar, Kellerei Behrungen, Hof zu Milz, Kammergut Henneberg |
| Herzogtum Sachsen-Gotha, 1672 zum Herzogtum Sachsen-Gotha-Altenburg     | Frauenbreitungen, Sand und Wasungen                                              |
| Herzogtum Sachsen-Weimar                                                | Kaltennordheim, Ilmenau                                                          |

### Weitere Entwicklung der Gebiete nach der Teilung
Das Herzogtum Sachsen-Altenburg erlosch im Jahr 1672. Danach kamen die Ämter Meiningen, Maßfeld und Themar,  die Kellerei Behrungen,  der Hof zu Milz und das Kammergut Henneberg an das Herzogtum Sachsen-Gotha, welches  fortan den Namen Sachsen-Gotha-Altenburg trug.
Durch Teilung des Herzogtums Sachsen-Weimar kam das Amt Kaltennordheim 1672 an Sachsen-Eisenach, während das Amt Ilmenau bei Sachsen-Weimar verblieb.
Nach dem Tod von Herzog Ernst I.von Sachsen-Gotha-Altenburg wurde das Herzogtum im Jahr 1680 unter seinen sieben Söhnen geteilt, wodurch die zugehörigen Ämter auf die Folgestaaten Sachsen-Gotha-Altenburg, Sachsen-Coburg bzw. Sachsen-Coburg-Saalfeld, Sachsen-Meiningen, Sachsen-Römhild und Sachsen-Hildburghausen aufgeteilt wurden.
Die kursächsischen Ämter Schleusingen, Suhl und Kühndorf mit Benshausen der ehemaligen Grafschaft Henneberg fielen nach dem Erlöschen der Linie Sachsen-Zeitz im Jahr 1718 wieder an das Kurfürstentum Sachsen. Durch den Wiener Kongress kamen sie 1815 an Preußen und bildeten dort den Kreis Schleusingen in der Provinz Sachsen.